# Pomacentrus armillatus
Pomacentrus armillatus är en fiskart som beskrevs av Allen, 1993. Pomacentrus armillatus ingår i släktet Pomacentrus och familjen Pomacentridae. Inga underarter finns listade i Catalogue of Life.